# Kokorina (gmina Istočni Mostar)
Kokorina (cyr. Кокорина) – wieś w Bośni i Hercegowinie, w Republice Serbskiej, w gminie Istočni Mostar. W 2013 roku liczyła 3 mieszkańców.